# Tull-kust
Tull-kust är ett svenskt fackförbund inom TCO för tjänstemän anställda inom Tullverket och Kustbevakningen.
Förbundet grundades 1899 under namnet Sveriges tullvaktbetjentes förening (STBF). Det nuvarande namnet antogs 1991.